# 腾讯QQ
腾讯QQ，或称QQ，是深圳市腾讯计算机股份有限公司于1999年2月11日推出的一款多平台即时通信软件，支持文字、语音和视频聊天，以及远程控制等服务。

## 語源
1998年11月7日，腾讯公司成立。腾讯公司于1998年11月7日和1999年1月26日分别注册了域名和。
1999年2月10日，腾讯正式推出其第一款即时通信软件，简称。英語含義為，中文含義為「開放我找你」。
第一款版本号为，基本功能有网络寻呼机、公共聊天室、传输文件。
到同年8、9月，腾讯收到美国在线公司投诉，指和这两个域名含有“ICQ”字样为侵犯其知识产权，并要求腾讯将域名免费转让给他们；当时的ICQ是美国在线公司的一个即时通信软件。2000年3月3日，美国仲裁论坛受理这两个域名的争议书，并致函通知腾讯向仲裁论坛提交域名争议答辩书，腾讯虽经多次交涉，但最终仲裁论坛于3月21日判定域名应当转让给美国在线。
为避免同类事件的发生，腾讯于2000年4月启用新域名和，并将更名为“腾讯”。英語含義為，中文含義為「找你找你」。另外一層含義為用和表示“可愛”（cute）。
2002年12月，腾讯向中国国际经济贸易仲裁委员会域名争议解决中心提出对的域名投诉争议，但因该域名的注册时间早于腾讯提出名称，最终投诉未果。到了2003年3月，腾讯以11万美元（包括1万美元的律师费）的价格从原持有人罗伯特·亨茨曼手里购得域名，并开始使用作为腾讯的主要域名。

## 历史
2000年6月21日，移动首次集成于移动电话的STK卡中，用户可以执行基本的聊天功能，如收发信息、查询用户信息。2003年8月17日，腾讯推出“QQ游戏”，并在11月推出的里面集成游戏。2003年9月，腾讯推出企业级实时通信产品“腾讯通”（RTX），而在同年12月15日，腾讯又推出另外一款可与互联互通的即时通信软件“Tencent Messenger”（简称），该软件则侧重于办公时或朋友间的通信。
推出接近两年后（2001年2月10日），腾讯最高同时在线用户数达到100万；在4年后（2005年2月16日）达到1000万；5年后（2010年3月5日）达到1亿。
2000年12月，广州市东利行企业发展有限公司与腾讯签署QQ动漫画合作协议，独家拓展动漫画领域，同年9月取得腾讯企鹅商标和形象版权的中国地区唯一使用权，创立品牌并开发、生产、销售QQ形象系列产品，这些产品包括服饰、公仔玩具、宣传品、文具、会员卡和电脑周边产品。是英文（一代）的缩写。第一家专卖店于2001年10月5日在广州市北京路步行街开业，到2005年，在中国大陆内已开设超过200家连锁专卖店。2005年，腾讯授权三斯达鞋业有限公司开发出一系列运动鞋。
2003年2月前，腾讯网（tencent.com）为腾讯软件的主页，之后为腾讯公司的官方网站；自2003年启用后则作为一个综合网站出现，除提供腾讯软件的服务外，还提供新闻、娱乐、财经、游戏、购物等多种服务。根据Alexa数据 （页面存档备份，存于）显示，现在腾讯网（qq.com）在全球互联网流量排名位列第7位，在中国位列第二，仅次于百度。
2013年3月29日腾讯发布基于Facebook平台的。
2023年7月3日，全新体验版Windows QQ正式上线官网，面向全体用户开放下载渠道。继QQ对macOS、Linux版本进行基于NT技术架构的升级后，本次Windows版本的更新，标志着QQ基于NT技术架构，实现了桌面端QQ的三端体验统一。同时，新版本Windows QQ新增64位版本支持，并针对内存占用问题进行了优化。
2023年11月30日，QQ群签到功能被宣布将停止运营。

## 客户端

### 官方
官方版本的腾讯可以分为PC版本和手机版本。
| 设备 类型 | 运行平台 | 名称     | 最新版本号 | 发布日期       | 语言           | 备注 |
| --------- | -------- | -------- | ---------- | -------------- | -------------- | --- |
| PC        | Windows  |          | 9.9.19     | 2025年4月29日  | 简体中文       | 最早期的于1999年2月11日推出，当时被命名为。之后版本按年份命名，如2000。2014年1月7日起，新版命名为5.0，更换后的命名方式延续至今。 自Windows 9.9.0版本之后，QQ各系列客户端均转向基于Electron的QQNT技术架构。官方将此次更新之后的客户端统称为“QQ9”。 |
| PC        | Windows  | TIM      | 3.5.0      | 2024年12月26日 | 简体中文       | |
| PC        | Windows  | 腾讯企点 | 6.5.3      | 2025年3月27日  | 简体中文       | 原“企业QQ”。 |
| PC        | macOS    |          | 6.9.70     | 2025年4月29日  | 简体中文、英文 | 最初版本为，于2008年1月28日在腾讯的体验中心网站上推出。 |
| PC        | macOS    | 腾讯企点 | 6.2.0      | 2024年9月19日  | 简体中文       | 原“企业QQ”。 |
| PC        | Linux    |          | 3.2.17     | 2025年4月29日  | 简体中文       | 最初版本于2008年7月31日推出。目前支持X86、ARM、LoongArch三种处理器架构。 |
| 手机      | Android  |          | 9.0.55     | 2024年5月21日  | 简体中文       | 最初版本于2010年3月30日推出。 自Android 9.0.0版本之后，QQ各系列客户端均转向基于Electron的QQNT技术架构。官方将此次更新之后的客户端统称为“QQ9” |
| 手机      | Android  |          | 4.0.99     | 2025年4月9日   | 简体中文       | |
| 手机      | Android  | 腾讯企点 | 6.6.0      | 2025年4月27日  | 简体中文       | |
| 手机      | iOS      |          | 9.1.71     | 2025年4月30日  | 简体中文       | 最初版本于2008年10月6日在iTunes推出。兼容性：设备需装有 iOS 13.0 或更高版本。 |
| 手机      | iOS      |          | 4.0.99     | 2025年4月9日   | 简体中文       | |
| 手机      | iOS      | 腾讯企点 | 6.6.0      | 2025年4月27日  | 简体中文       | |

### 非官方
2001年，腾讯首次在QQ中集成广告，而在QQ2005 Beta3版之前，TT浏览器被捆绑在QQ的安装程序且为默认安装。很多早期的第三方QQ版本（如珊瑚虫QQ、木子版QQ）的设计初衷是屏蔽QQ的广告和一些不必要的软件和插件，而且还为QQ增加很多新功能，如显示IP地址、查看好友是否隐身等。而包含显示IP地址功能的第三方QQ版本常被称为“IPQQ”。

## 功能和服务

### QQ账号
用户可以通过QQ号码、电子邮箱地址、手机号码登录腾讯QQ。
可选登录方式（均需与一个QQ号码绑定后才可使用）：
- 电子邮箱 （该方式随QQ2007正式版发布而加入）
- 手机号码 （该方式于2012年增加）

QQ号码由数字组成，在1999年，即QQ刚推出不久时，其长度为5位数，而目前通过免费注册的QQ号码长度已达到10位数。QQ号码分为免费的“普通号码”、付费的“QQ靓号”和“QQ行号码”，包含某种特定寓意（如生日、手机号码）或重复数字的号码通常作为靓号在QQ号码商城出售。目前售价最高的QQ号码是由腾讯公司总裁马化腾在淘宝网举办的南亚海啸赈灾义卖活动中通过竞拍方式最终以26.02万元的价格出售的QQ号码“88888”。
腾讯在其《QQ号码规则》规定“QQ账号使用权仅属于初始申请注册人，禁止赠与、借用、租用、转让或售卖”。2005年3月至7月期间，一名腾讯职员与另外一人合谋通过内部窃取他人QQ号码出售获利，最终两人以侵犯他人通信自由罪被判各拘役六个月。同时，根据协议，腾讯有权回收QQ号码，除由于非法转售QQ号码而被回收外，回收的对象还包括3个月内没有登录纪录的普通QQ号码，自关停后一个月内没有及时续费的付费号码，非法抢注的、用于灌水或群发广告的号码。

### QQ群
QQ群是由是一个聚集一定数量QQ用户的长期稳定的公共聊天室，最早见于QQ2000c Build0825版本。QQ群成员可以通过文字、语音、和视频进行聊天，在群空间内也可以通过群论坛、群相册、群共享文件等方式进行交流。创建QQ群的人叫做群主，能委任群成员为管理员，并且有全部权利解散群，群主和管理员可以添加、删除群成员（群成员也可以要求其他人加入，但需要管理员或者群主同意）和撤回成员消息。相对于QQ群，群讨论组适合少人的文字图片聊天，最早见于QQ2004 Preview。QQ群与QQ校友里的班级绑定后，QQ群随即变为班级群，群内的成员名字默认显示为其在QQ校友注册的姓名，同时共享空间也会被置换成QQ校友的共享空间。现QQ群共享空间更名为群文件，空间随群人数变动。QQ群拥有群视频，群签到，群论坛，群文件，群相册，群调查等等数十项应用。。
2020年7月15日，腾讯QQ在无预警的前提下大规模封停涉及QQ群的账户，大学新生、新入职员工成为被封停账号重灾区。腾讯未给出答复。
| 分类     | 分类     | 升级条件                                                                                          | 升级数量上限                                                                 | 人数 上限 | 永久共享 空间     | 除升级者外 管理员人数 | 备注 |
| -------- | -------- | ------------------------------------------------------------------------------------------------- | ---------------------------------------------------------------------------- | --------- | ----------------- | --------------------- | --- |
| QQ群     | 普通群   | QQ等级达到4级的普通用户可以升级 2个普通群（1个200人，一个500人） 随着等级提升还可以升级更多普通群 | 普通用户48级以上为个5普通群 （1个200人，4个500人）， 任何等级会员均可升级4个 | 500       | 500人10G，200人2G | 最多15                | 一个QQ用户加入的群的数量和总联系人数量之和最多不超过500（普通用户，等级升高可加更多好友），而会员等级则为1000。 |
| QQ群     | 千人群   | vip级                                                                                             | 年费vip6级可升级2个，vip7级可升级3个                                         | 1000      | 10G               | 最多20                | 一个QQ用户加入的群的数量和总联系人数量之和最多不超过500（普通用户，等级升高可加更多好友），而会员等级则为1000。 |
| QQ群     | 两千人群 | 仅SVIP级可以升级                                                                                  | SVIP级可建立1个，年费SVIP6可建立2个，年费SVIP8可以建立3个                    | 2000      | 10G               | 最多20                | 一个QQ用户加入的群的数量和总联系人数量之和最多不超过500（普通用户，等级升高可加更多好友），而会员等级则为1000。 |
| 群讨论组 | 群讨论组 | 不限                                                                                              | 10                                                                           | 50        | -                 | -                     | 新讨论组的创建入口已隐藏，原讨论组如未解散或升级为QQ群仍可正常使用                                              |

2016年1月20日腾讯开始测试万人群，2017年7月企业、机构可申请5000人认证群费用为300元一年

#### 匿名聊天
手机QQ5.1及以上版本支持，电脑QQ版本6.3及以上。该功能允许在QQ群内匿名发送消息，其他群成员不知道匿名聊天者的身份，该功能仅可以被群主或管理员开启或关闭。因中國國家互聯網信息辦公室2023年7月7日所發佈的《网络暴力信息治理规定（征求意见稿）》中第十四條規定“......禁止创建以匿名投稿、隔空喊话等名义发布导向不良等内容的话题版块和群组账号。”，該功能已於2023年8月下線。

#### 聊天记录
另外，腾讯QQ也被认为会记录与监视用户对电脑的操作行为和聊天记录，腾讯也承认会按主管部门要求做一些处理，检测消息中的敏感信息，并可能因此封禁用户账号。

### QQ频道
功能类似于Discord。频道内包含子频道。创建频道的人叫做“频道主”，频道主在创建频道以后，可以邀请他人到里面进行聊天。

### 用户虚拟形象

#### QQ秀
QQ秀是一项增值服务，大部分需要使用Q币购买，这项功能能让用户更显示出个性。

#### 厘米秀
厘米秀，是手机QQ6.2.2版本推出的重要功能，相当于将PC端的QQ秀移动至手机端，2016年1月26号，随着手Q6.2.2版本的更新，手Q官方发放了12000个安卓版手Q厘米秀的内测资格。目前版本已移除。

#### 超级QQ秀
超级QQ秀，是QQ秀的升级版。在8.8.55版本QQ为超级QQ秀加入虚幻引擎使安卓端手机QQ安装包大小突破300m。

### 会员制
腾讯推出的会员制是其商业化尝试之一，用户通过有偿方式，在登录、附加功能等项目上拥有更多的权限和便捷。
| 名称       | 服务领域     | 最高级别 | 费用                            | 增值服务 推出日期 | 服务领域 推出日期 | 等级系统 推出日期 | 备注 |
| ---------- | ------------ | -------- | ------------------------------- | ----------------- | ----------------- | ----------------- | --- |
| QQ会员     | 会员         | VIP7     | 10元/月                         | 2000年12月18日    | 2000年12月18日    | 2006年6月15日     | 在2002年之前，QQ会员称为QQ俱乐部。                                                                                |
| QQ超级会员 | 会员         | SVIP10   | 20元/月                         | 2013年6月24日     | 2013年6月24日     | 2015年4月1日      | 在2015年4月1日前，超级会员最高等级为SVIP7                                                                         |
| QQ大会员   | 会员         | Lv8      | 35元/月                         | 2019年6月         | 2019年6月         | 2019年6月         | 2019年5月2日，腾讯QQ20周年活动时，正式宣布即将在6月份公开全新会员服务“大会员”。                                   |
| 黄钻       | QQ空间       | Lv9      | (10元/月），超级黄钻20元/月     | 2005年12月23日    | 2005年6月6日      | 2007年10月19日    | 黄钻适用于QQ空间，提供更多空间装扮功能和相册空间。                                                                |
| 红钻       | QQ秀         | Lv8      | 10元/月                         | 2004年8月20日     | 2001年            | 2008年1月22日     | 目前已停止续费充值。                                                                                              |
| 绿钻       | QQ音乐       | Lv8      | 10元/月                         | 2005年9月1日      | 2004年7月12日     | 2008年4月2日      | 在QQ2007 Beta3发布时，原QQ音乐VIP改称为绿钻。绿钻的额外功能和服务有正版音乐下载、高清音乐视频观看、提供演出折扣。 |
| 蓝钻       | QQ游戏       | Lv7      | 10元/月，藍鑽豪華版15元/月      | 2004年7月1日      | 2003年8月18日     | 2008年11月14日    | 原称超级玩家。在QQ游戏中，蓝钻用户较普通用户有更多高级功能，如在游戏中可以请某人离开。                            |
| 黑钻       | 地下城与勇士 | Lv7      | 20元/月                         | 2008年6月19日     | 2008年6月19日     | 2009年5月1日      | — |
| 紫钻       | 多个游戏     | Lv6      | 20元/月/种 （飞车、音速、QQ堂） | —                 | —                 | —                 | 紫钻分为炫舞紫钻（20元/月）、飞车紫钻、音速紫钻、QQ堂紫钻。                                                       |
| 寻仙VIP    | QQ寻仙       | —        | 20元/月                         | 2009年4月28日     | 2008年10月27日    | —                 | — |
| CF会员     | 穿越火线     | —        | 30元/月                         | 2010年5月19日     | 2008年7月25日     | —                 | — |
| 读书VIP    | 腾讯读书     | —        | 10元/月                         | 2007年5月         | 2004年9月         | —                 | QQ会员可以通过特别通道开通每月5元                                                                                 |

### QQ等级
在2004年10月腾讯公司推出了QQ“在線时长等级服务”，QQ用戶通過長期在線，便能提升其在QQ中的等級。随着等級的增加可以解锁一些特权。但也增加了挂机行为。QQ等级由用户积累的QQ活跃天数决定。2014年，QQ等级加速规则再次修改，新规则分为基础加速、成长加速和服务加速。

### 轉賬和紅包
要更新至最新的手机QQ5.4版本。2018年1月8日起，QQ红包做出服务变更，如果用户将QQ钱包余额提现到银行卡上，将收取服务费。每位用户获得1000元的免费提现额度，超过将被收取0.1%的费用，每次提现至少收取1角钱。如不够1角钱，系统将会禁止提现，其他支付功能，如红包和转账保持免费。

## 争议

### 法律規管QQ群
2017年9月国家互联网信息办公室推出《互联网群组信息服务管理规定》規管QQ群等即時通訊群組。當月《检察日报》採訪了国家行政学院教授杨小军的看法，「杨小军也认为，管理责任并非上述一些网友所理解的『让群主也要承担群成员违法违规的责任』，在互联网群组中不只有群主一个责任主体，还有群主、参与人（发言人）、网络平台提供商、相关主管部门这四个主体共同参与，才有互联网及其群组的发展进步；同样，四个主体也分别承担相应责任」、「对于一些网友列举出群主需要对群成员的信息发布和传播行为而承担的诸多民事、行政乃至刑事责任，杨小军明确表示了反对：『这个观点实际上是让群主一人负担所有人的责任，甚至把管理部门的责任都归到群主身上。这既不客观，也不可能』」；報導又採訪中国政法大学教授王卫国，「有网友戏称通过司法考试才敢当群主。有的群主对法律法规不是很熟悉，那么其对群成员的信息交流是否违反法律法规该如何判断、管理呢？王卫国表示，这还是网友对管理责任的过大理解。实际上，群主只要根据当下社会环境，普遍的规范进行处理，认为群成员的表达明显不妥时，给予提示、禁止，就算是已经尽到管理责任了。对于比较专业化的问题，法律法规不可能赋予群主过度的责任，并且也做不到用群主履行所有职责。」